# Пітер Т. Денієлс
Пітер Т. Денієлс (англ. Peter T. Daniels; нар. 11 грудня 1951) — американський мовознавець, дослідник систем письма, який спеціалізується на типології.

## Біографія
Навчався в Корнельському (лінгвістика) та Чиказькому університетах. Разом з Вільямом Брайтом був співредактором книги «Світові системи письма» (1996). Працював викладачем Університету Вісконсин-Мілвокі та Чиказького державного університету.
Даніельс представив два неологізми для категорій систем письма, що були вперше опубліковані 1990 року абджад («алфавіт» без голосних букв, що походить від арабського терміна) і абугіда (система основних складів приголосних + голосних, модифікованих для позначення інших або відсутність голосних, похідне від ефіопського терміна за пропозицією Вольфа Леслау).